# ローレン・ウッズ

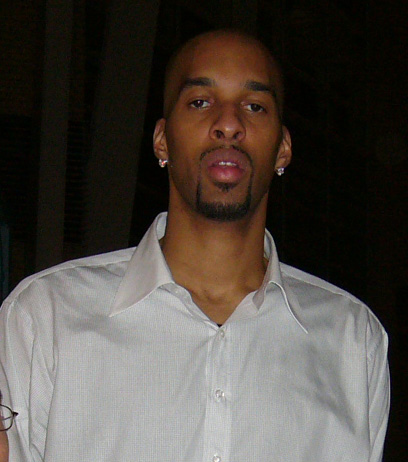
ローレン・ウッズ

ローレン・ウッズ（Loren Woods、1978年6月21日 - ）はアメリカ合衆国のバスケットボール選手。ミズーリ州セントルイス出身。身長218cm、体重117.9kg。ポジションはセンター。

## 経歴
大学はウェイクフォレスト大学に進み、1年目はティム・ダンカンのバックアップ役を務めた。体格が近いことから、ダンカンがNBA入りした後もたびたび比較された。3年生の時にアリゾナ大学に転校し2年間主力として活躍したウッズは、多くの関係者から2001年のNBAドラフトで1巡目指名を受けると予想されていたが、2巡目全体の46番目でミネソタ・ティンバーウルブズから指名を受けNBA入りすることとなった。
NBA入り後は主にセンターのバックアップで起用され、ウルブズで2シーズン過ごした後、2003年8月にマイアミ・ヒートと契約、2004年8月にはトロント・ラプターズと契約した。
ラプターズでは、1年目の2004-05シーズンに先発で30試合に出場し、平均3.9得点、4.9リバウンド、0.9ブロックと自己最高を記録したが、翌2005-06シーズンは出場機会が減少した。
2006-07シーズンは、開幕前にサクラメント・キングスと契約したものの、シーズン前に解雇された。その後、リトアニアのBCジャルギリス、トルコのエフェス・ピルセンSKでプレイした後、2008年3月28日にヒューストン・ロケッツとサインした。